# Claudiu Bumba
Claudiu Vasile Bumba (Nagybánya, 1994. január 5. –) román válogatott labdarúgó, a Győri ETO középpályása.

## Pályafutása

### Klubcsapatokban
2009. október 10-én, 15 éves korában mutatkozott be a Baia Mare felnőtt csapatában a Gaz Metan CFR Craiova  elleni 1–1-es másodosztályú bajnokin. Az FC Baia Mare feloszlása, és a Universitar Baia Maréval való fuzionálás után is maradt a csapat játékosa, feljutáshoz segítve a klubot. 2011 nyarán az első osztályú Tîrgu Mureș játékosa lett.
2011. július 22-én mutatkozott be a marosvásárhelyi csapatban és egyben a román élvonalban is a Dinamo Bucureşti ellen, mindössze 17 éves korában. 2011 októberében a Sportul Studențesc elleni mérkőzésen az első gólját is megszerezte. 2012. március 25-én, az Astra Ploiești elleni találkozón újabb gólt ért el. 2012 márciusában Maurizio Trombetta klubigazgató megerősítette, hogy az olasz Udinese Calcio szerződtetné Bumbát. 2012 májusában a folyamatos jó játékát követően a Sport.ro a tíz legtehetségesebb román fiatal közé sorolta, többek közt Vlad Morar és Nicolae Stanciu mellett. 29 mérkőzésen három gólt szerzett a szezonban.
2012 nyarán az AS Roma 600 000 eurót fizetett azért, hogy a még mindig utánpótláskorú játékost egy évre kölcsönvegye. Bár sérülések hátráltatták, Primavera-szuperkupát nyert a klubbal, a döntőben gólt is szerzett.
2013 júliusában Bumba visszatért Marosvásárhelyre. 2015. január 11-én ugyan aláírt az Astra Giurgiuhoz, azonban a klub szerződésszegésre hivatkozva elállt az átigazolástól. 2015 nyarán izraeli Hapóél Tel-Aviv csapatához szerződött. 2017. február 2-án két és fél éves szerződést írt alá bukaresti Dinamóval. Első gólját a csapatban április 10-én az Astra 2-1-es legyőzésekor szerezte. A fővárosi klub színeiben 27 bajnoki mérkőzésen hétszer volt eredményes. A 2018-2019-es idényben a török Adanaspor játékosa volt. 

#### Kisvárda
2019. július 19-én a Kisvárda igazolta le. Három idényben 84 bajnokin lépett pályára, 18 gólt szerzett, és 17 gólpasszt adott. A 2021–22-es bajnoki idényben az ezüstérmes csapat tagja volt.

#### Fehérvár
2022. június 24-én jelentette be a MOL Fehérvár csapata a szerződtetését. Összesen 17 mérkőzésen játszott a Fehérvár színeiben, egy gólt szerzett, illetve egy gólpasszt adott.

#### Győri ETO
2023 júliusában bejelentették, hogy a Győri ETO csapatához igazolt. 2024. december 7-én Felcsúton a Puskás Akadémia ellen 3–0-ra megnyert bajnoki mérkőzésen 2 gólt szerzett.

### A válogatottban
Bumba pályára lépett a román korosztályos válogatottakban. Az U17-es csapatban 2010. szeptember 27-én mutatkozott be Kazahsztán ellen. Szerepelt a 2011-es U17-es Európa-bajnokságon. Az év októberében az U19-es válogatottban is lehetőséget kapott. 
2012 januárjában Türkmenisztán ellen, egy 4–0-ra megnyert mérkőzésen mutatkozott be a román válogatottban.

## Statisztika

### Klubcsapatokban
2025. augusztus 17-én frissítve.
| Klub              | Szezon           | Bajnokság | Bajnokság | Kupa  | Kupa  | Nemzetközi | Nemzetközi | Összesen | Összesen |
| Klub              | Szezon           | Mérk.     | Gólok     | Mérk. | Gólok | Mérk.      | Gólok      | Mérk.    | Gólok    |
| ----------------- | ---------------- | --------- | --------- | ----- | ----- | ---------- | ---------- | -------- | -------- |
| Baia Mare         | 2009–10          | 12        | 0         | 0     | 0     | 0          | 0          | 12       | 0        |
| Baia Mare         | 2010–11          | 15        | 7         | 0     | 0     | 0          | 0          | 15       | 7        |
| Összesen          | Összesen         | 27        | 7         | 0     | 0     | 0          | 0          | 27       | 7        |
| Tîrgu Mureș       | 2011–12          | 28        | 3         | 1     | 0     | 0          | 0          | 29       | 3        |
| Tîrgu Mureș       | 2013–14          | 24        | 5         | 0     | 0     | 0          | 0          | 24       | 5        |
| Tîrgu Mureș       | 2014–15          | 29        | 7         | 2     | 1     | 0          | 0          | 31       | 8        |
| Összesen          | Összesen         | 81        | 15        | 3     | 1     | 0          | 0          | 84       | 16       |
| Hapóél Tel-Aviv   | 2015–16          | 27        | 2         | 4     | 0     | 0          | 0          | 31       | 2        |
| Hapóél Tel-Aviv   | 2016–17          | 4         | 1         | 2     | 0     | 0          | 0          | 6        | 1        |
| Összesen          | Összesen         | 31        | 3         | 6     | 0     | 0          | 0          | 37       | 3        |
| Dinamo București  | 2016–17          | 9         | 2         | 1     | 0     | 0          | 0          | 10       | 2        |
| Dinamo București  | 2017–18          | 4         | 0         | 0     | 0     | 0          | 0          | 4        | 0        |
| Összesen          | Összesen         | 13        | 2         | 1     | 0     | 0          | 0          | 14       | 2        |
| Concordia Chiajna | 2017–18          | 27        | 7         | 0     | 0     | 0          | 0          | 27       | 7        |
| Összesen          | Összesen         | 27        | 7         | 0     | 0     | 0          | 0          | 27       | 7        |
| Adanaspor         | 2018–19          | 27        | 3         | 0     | 0     | 0          | 0          | 27       | 3        |
| Összesen          | Összesen         | 27        | 3         | 0     | 0     | 0          | 0          | 27       | 3        |
| Kisvárda          | 2019–20          | 23        | 3         | 3     | 0     | 0          | 0          | 26       | 3        |
| Kisvárda          | 2020–21          | 31        | 4         | 5     | 3     | 0          | 0          | 36       | 7        |
| Kisvárda          | 2021–22          | 30        | 11        | 0     | 0     | 0          | 0          | 30       | 11       |
| Összesen          | Összesen         | 84        | 18        | 8     | 3     | 0          | 0          | 92       | 21       |
| MOL Fehérvár      | 2022–23          | 11        | 0         | 2     | 1     | 4          | 0          | 17       | 1        |
| Összesen          | Összesen         | 11        | 0         | 2     | 1     | 4          | 0          | 17       | 1        |
| Győri ETO         | 2023–24          | 33        | 17        | 2     | 0     | 0          | 0          | 35       | 17       |
| Győri ETO         | 2024–25          | 28        | 9         | 2     | 1     | 0          | 0          | 30       | 10       |
| Győri ETO         | 2025–26          | 3         | 0         | 0     | 0     | 4          | 0          | 7        | 0        |
| Összesen          | Összesen         | 64        | 26        | 4     | 1     | 4          | 0          | 72       | 27       |
| Karrier összesen  | Karrier összesen | 365       | 81        | 24    | 6     | 8          | 0          | 397      | 87       |

### Mérkőzései a román válogatottban
| #  | Dátum             | Ellenfél      | Eredmény | Kiírás              | Esemény |
| -- | ----------------- | ------------- | -------- | ------------------- | ------- |
| 1. | 2012. január 27.  | Türkmenisztán | 4 – 0    | barátságos mérkőzés | 79'     |
| 2. | 2015. február 7.  | Bulgária      | 0 – 0    | barátságos mérkőzés | 46' 57' |
| 3. | 2015. február 14. | Moldova       | 2 – 1    | barátságos mérkőzés | 66'     |

## Sikerei, díjai

### Klubcsapatokban
Kisvárda
- Magyar labdarúgó-bajnokság ezüstérmes: 2021–22

 Győri ETO
- NB II második helyezett: 2023–24